# Jaume I de Constantinoble
Jaume I de Constantinoble (en grec Ἰάκωβος) va ser patriarca de Constantinoble tres vegades, la primera del 1679 al 1682, la segona els anys 1685 i 1686, i per tercera vegada els anys 1687 i 1688.
Era nascut a l'illa de Quios i va ser metropolità de Larissa. Va haver d'abdicar el 30 de juliol de 1682 per les maniobres de l'antic patriarca Dionís IV, però va aconseguir de tornar al tron, d'on aviat en va ser destronat per les actuacions dels amics de Dionís IV. Quan va retornar a ocupar la seu per tercera vegada va provocar noves reaccions, que el van obligar a abdicar el 3 de març de 1688 i a fugir a Moldàvia, on va morir l'any 1700.